# Pseudalsophis
Genre
Pseudalsophis est un genre de serpents de la famille des Dipsadidae.

## Répartition
Les espèces de ce genre se rencontrent aux îles Galápagos, en Équateur continental, au Pérou et au Chili.

## Liste des espèces
Selon The Reptile Database (30 août 2013) :
- Pseudalsophis biserialis (Günther, 1860)
- Pseudalsophis dorsalis (Steindachner, 1876)
- Pseudalsophis elegans (Tschudi, 1845)
- Pseudalsophis hoodensis (Van Denburgh, 1912)
- Pseudalsophis slevini (Van Denburgh, 1912)
- Pseudalsophis steindachneri (Van Denburgh, 1912)

## Publication originale
- Zaher, Grazziotin, Cadle, Murphy, de Moura-Leite & Bonatto, 2009 : Molecular phylogeny of advanced snakes (Serpentes, Caenophidia) with an emphasis on South American Xenodontines: a revised classification and descriptions of new taxa. Papéis Avulsos de Zoologia (São Paulo), vol. 49, no 11, p. 115-153 (texte intégral).